# Jean-Guy Carignan
Pour l’article homonyme, voir Carignan.
Jean-Guy Carignan B.A., M.A (né le 3 mai 1941) est un administrateur et homme politique fédérale du Québec.

## Biographie
Né à Victoriaville dans la région du Centre-du-Québec, M. Carignan devient député du Parti libéral du Canada dans la circonscription fédérale de Québec-Est en 2000. Durant la majeure partie de son mandat, soit de 2001 à 2003 et à partir de 2003, il siège comme député indépendant. Tentant un réélection dans la circonscription de Louis-Saint-Laurent en 2004, il est défait par le bloquiste Bernard Cleary.